# Aaron Lewis
Pour les articles homonymes, voir Lewis.
Aaron Lewis (né le 13 avril 1972 à Rutland dans le Vermont) est un musicien, auteur-compositeur, guitariste et chanteur américain. Il est le fondateur de Staind, groupe de nu metal avec lequel il a publié neuf albums (studios, compilation et en concert). Depuis 2011, il a également entamé une carrière solo dans la musique country. Son premier album, The Road, est sorti le 13 novembre 2012.

## Biographie

### Jeunesse
Aaron Lewis grandit en grande partie à Longmeadow, dans le Massachusetts, avant de déménager près de Forest Park à Springfield pour son entrée au lycée. Sa mère, juive d'origines russe, polonaise et allemande, et son père, catholique d’origines italienne, galloise et anglaise, lui donnent deux sœurs (Evyette et Rachel) et un frère (Jesse). Il a d'ailleurs suivi des enseignements dans une école juive avant d'y être exclu pour mauvais comportement.

### Débuts
Avant de former Staind, Aaron Lewis participe au sein du groupe J-CAT avec Tori Sands, Chris Ballini et Jon Wysocki, l'autre fondateur de Staind. À partir de leurs concerts au Club Infinity de Springfield, ils produisent un album qu'ils mettent en ligne sur internet. Deux des chansons les plus populaires de Staind, Outside et It's Been Awhile, sont à l'origine des chansons de J-CAT bien que les paroles ont changé.
En parallèle, l'album Tormented, le premier album du groupe, auto-produit, est enregistré puis publié en novembre 1996 et leur permet de bénéficier d'une invitation pour être en première partie de Limp Bizkit. Seulement, Fred Durst, le leader du groupe, refuse de voir Staind monter sur scène avant eux estimant que la pochette de l'album est grotesque. Malgré cela, Aaron Lewis le convainc de leur laisser une chance et leur concert lui donne raison puisque Fred Durst est enchanté de la prestation et leur fait signer un contrat chez Flip Records.

### Succès et reconnaissance avec Staind
Leur second album, Dysfunction, produit par Fred Durst et Terry Date (Deftones, Soundgarden et Pantera), est bien accueilli par la critique et le groupe est comparé à Tool et Korn. Staind tourne alors régulièrement aux côtés de Limp Bizkit. Break the Cycle, le troisième album, est à ce jour le plus grand succès du groupe puisqu'il atteint notamment la première place du Billboard 200 et obtient plusieurs disques de certification aux États-Unis avec plus de cinq millions de copies vendues,, mais aussi en Australie ou au Royaume-Uni. Les deux albums suivants (14 Shades of Grey et Chapter V) s'écoulent à plus d'un million d'exemplaires chacun, et sont disques de platine aux États-Unis, mais les deux derniers (The Illusion of Progress et Staind) font moins bien en n'obtenant aucune certification,, ni la tête d'un classement de ventes.

### Carrière solo
Aaron Lewis commence ses premiers concerts acoustiques en solo à l'âge de 17 ans. Il compose de nombreuses chansons qui ne sont pas publiées par la suite mais qu'ils jouent lors de spectacles. Parmi celles-ci, on peut citer Angel, Something Like Me, Bonghits for Breakfast (jouée avec J-CAT), Anywhere but Here ou Sleeping at the Wheel.
En 2010, il se lance dans un projet parallèle de musique country et enregistre en juillet un EP intitulé Town Line, qui est publié le 1er mars 2011 sur le label Stroudavarious Records. Sur les sept chansons, il y a trois versions de Country Boy, dont une où figurent George Jones, Charlie Daniels et Chris Young, des spécialistes du genre. Sur l'opus, Aaron Lewis reprend également la chanson Tangled Up in You qui figure sur l'album de Staind The Illusion of Progress, sorti en 2008,. Accueilli par de bonnes critiques, l'EP débute directement à la première place du Billboard Country Albums Chart et à la septième place du Top 200 Albums Chart avec plus de 37 000 copies vendues en une semaine.
Le chanteur explique dans une interview en juillet 2011 que c'est son grand-père qu'il l'a initié à la musique country, mais que l'intérêt pour ce genre est revenu récemment avec la tournée aux côtés de Kid Rock. Son premier album solo, The Road, est prévu pour le 13 novembre 2012, alors que le premier single, Endless Summer, est paru le 21 mai.

### Collaborations
En dehors de ses nombreuses collaborations avec Fred Durst et Limp Bizkit (No Sex sur l'album Significant Other ou Outside en concert sur l'album Break the Cycle), il participe à plusieurs autres projets dont Krwlng, remix de Crawling, sur l'album Reanimation de Linkin Park paru en 2002. Il écrit et joue sur les morceaux Bleed et Send in the Clowns présents sur l'album 13 Ways to Bleed on Stage du groupe Cold et chante sur la chanson Follow de l'album Animosity, de Sevendust.
Le 25 juillet 2011, lors de sa promotion pour l'EP Town Line, il effectue un duo acoustique avec Corey Taylor (Slipknot et Stone Sour) au Casino Balroom de Hampton Beach dans le New Hampshire. Pendant le spectacle, ils reprennent des chansons telles que Black de Pearl Jam, Comfortably Numb de Pink Floyd ou Down in a Hole d'Alice In Chains.

## Vie privée
Aaron Lewis est marié à Vanessa, avec qui il a trois filles, Zoe Jane, Nyla Rae et Indie Shay.
Il a sa carte de membre au parti républicain et est fervent conservateur. Il est opposé à de fortes taxes mais est en faveur de la législation de la marijuana. Ses différentes convictions sont exprimées dans la chanson Country Boy parue sur l'EP Town Line en 2011,.
Dans une interview au magazine Outdoor Life, il déclare qu'il a commencé à chasser le cerf de Virginie dès qu'il a eu l'âge d'aller dans les forêts, soit vers quatre ou cinq ans. Il dit d'ailleurs qu'il préfère chasser avec un arc classique ou avec un arc à poulies, mais qu'il lui arrive d'utiliser une arme à chargement par la bouche.
Le 4 novembre 2006, Aaron Lewis joue dans son ancien lycée à Longmeadow, dans le Massachusetts, et redistribue tous les gains au département musical afin qu'ils puissent s'acheter de nouveaux équipements. Depuis, sa femme et lui, s'occupent d'une organisation à but non lucratif, It Takes a Community, avec laquelle ils ont rouvert l'école élémentaire de leurs filles à Worthington.

## Matériel
- Gibson J-45 de 1950
- Gibson Southern Jumbo de 1951
- Gibson J-35 Jumbo de 1936
- Gibson Les Paul Goldtop de 1956
- Gibson Les Paul Goldtop de 1968
- Gibson Les Paul Heritage Series de 1980